# Alleghanyite
L'alleghanyite est un minéral modérément rare du groupe de la humite de formule Mn5(SiO4)2(OH)2, appartenant à la famille des nésosilicates. En général ses occurrences sont associées à des dépôts de manganèse métamorphiques (métamorphosés). Le minéral est nommé d'après le comté d'Alleghany, en Caroline du Nord aux États-Unis.